# Mustapha Benouniche
Mustapha Benouniche 1er Président du  RC Kouba de 1945 à 1969 et 
ex-président de la  Fédération algérienne de football (FAF) de octobre 1969 – juillet 1973 et décédé le